# Eric Pianka
Eric Rodger Pianka (Siskiyou County, 23 januari 1939 – 12 september 2022) was een Amerikaanse herpetoloog en evolutionair ecoloog. Pianka was een hoogleraar aan de Universiteit van Texas in Austin. Zijn veldonderzoek spitste zich toe op het Grote Bekken, de Mojavewoestijn en de Sonorawoestijn in Noord-Amerika, de Kalahari in Afrika en de Grote Victoriawoestijn in Australië.
- Bibsys: 90206683
- Bibliothèque nationale de France: cb12370945v (data)
- International Standard Name Identifier: 0000 0000 8151 197X
- Library of Congress Control Number: n82053133
- Mathematics Genealogy Project: 45745
- Bibliotheek van het Japanse parlement: 00452756
- Nationale Bibliotheek van Tsjechië: xx0167513
- Nationale Bibliotheek van Israël: 987007276719105171
- Nederlandse Thesaurus van Auteursnamen: 073941522
- ORCID: 0000-0003-3915-6945
- SNAC: w6pd8s15
- Système universitaire de documentation: 032736509
- Virtual International Authority File: 71470408
- WorldCat: E39PBJfGYw37FDFwxQ44PfBHG3